# Faraoni nella Bibbia

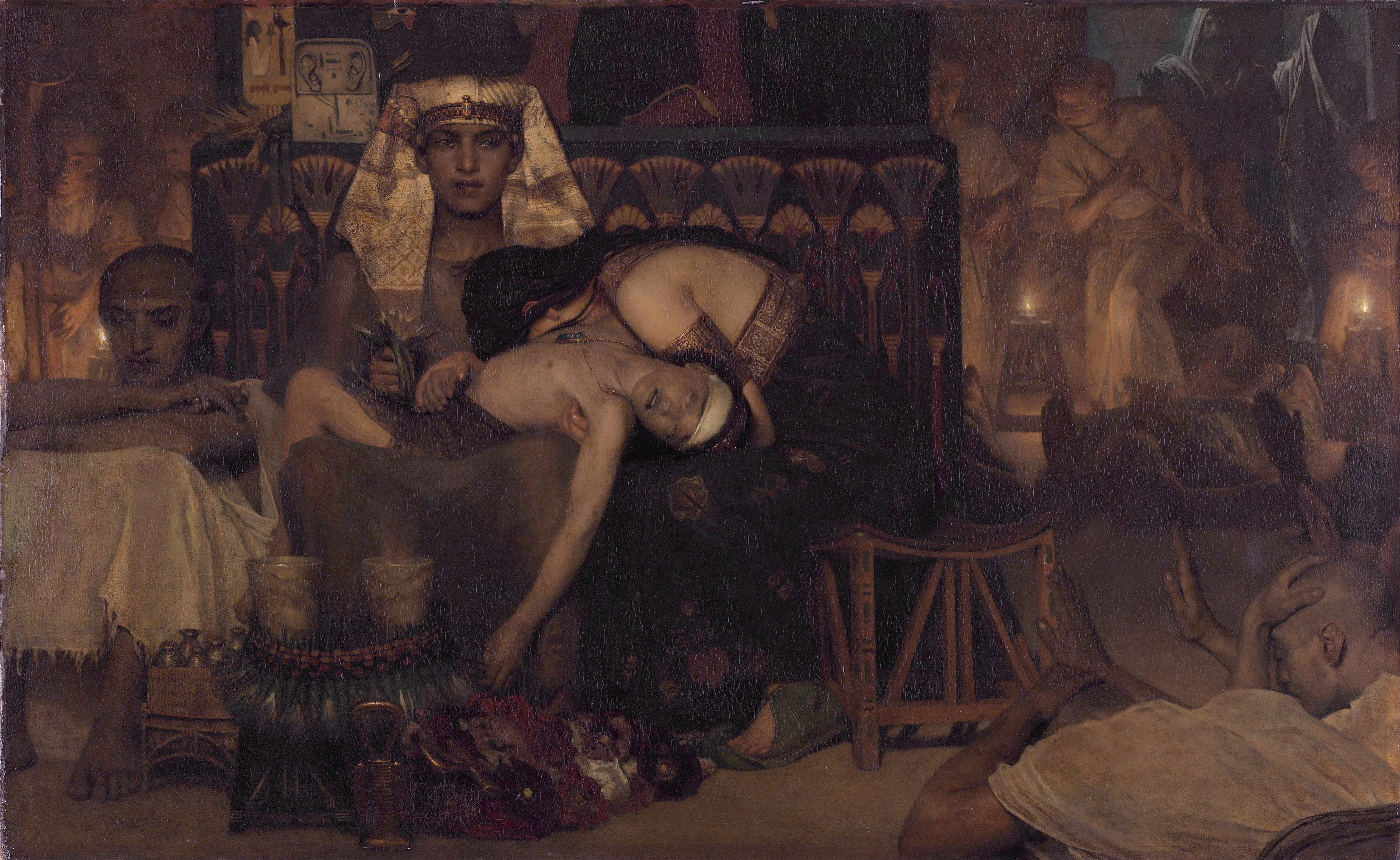
Lawrence Alma-Tadema, Morte del figlio primogenito del faraone (1872), Rijksmuseum, Amsterdam. Secondo alcune interpretazioni, l'anonimo re egizio il cui primogenito sarebbe morto durante la decima piaga d'Egitto sarebbe Ramses II (regno: 1279 - 1213 a.C.): Kitchen ha proposto di accostarne il figlio defunto al principe Amonherkhepshef; altri hanno indicato, per esempio, il faraone Amenofi II (regno: 1427 - 1401 a.C.) e il principe Ubensenu, morto bambino.

La Bibbia contiene riferimenti a vari faraoni (פַּרְעֹה, /paʁˈʕo/) egizi, fra cui quelli, anonimi, menzionati nei racconti dell'insediamento israelita in Egitto, della successiva oppressione degli israeliti come antagonisti di Mosè nelle vicende dell'Esodo, oltre a un certo numeri di regnanti più tardi.

## Panoramica sui Faraoni nel testo biblico

### Faraoni storici: Taharqa, Necao e Aprie
2 Re 19, 9 e Isaia 37, 9 menzionano il faraone Taharqa (regno: 690 - 664 a.C.) della XXV dinastia come avversario di Sennacherib d'Assiria; gli è attribuito il titolo di "Re d'Etiopia" e non quello di faraone, con il quale compare però nelle fonti egizie. 2 Re 23, 29 e seguenti e 2 Cronache 35, 20 e seguenti menzionano re Necao II (regno: 610 - 595 a.C.) della XXVI dinastia, responsabile della morte di Giosia, re di Giuda. Geremia 44, 30 cita Hophra, cioè Aprie (589 - 570 a.C.).

### Faraoni congetturali:SisaceSo
1 Re 11, 40 e 2 Cronache 12, 2 e seguenti narrano dell'invasione di Israele da parte di Sisac e di sue incursioni a Gerusalemme e nel Tempio di Salomone. È solitamente identificato con il faraone Sheshonq I (regno: 943 - 922 a.C.). Secondo 2 Re 17, 4, Osea, re di Israele, avrebbe inviato una lettera a "So, re d'Egitto". Non si ha notizia di alcun faraone con tale nome al tempo di Osea (circa 730 a.C.) - epoca in cui regnavano sull'Egitto ben tre dinastie contemporaneamente: la XXII a Tanis, la XXIII a Leontopoli e la XXIV a Sais. Ciononostante, tale sovrano è generalmente identificato con Osorkon IV (regno: 730 - 715 a.C.), che regnò da Tanis, anche se è possibile che l'autore del passo biblico in questione abbia confuso il re con la sua capitale e fuso So con Sais, all'epoca governata da Tefnakht.

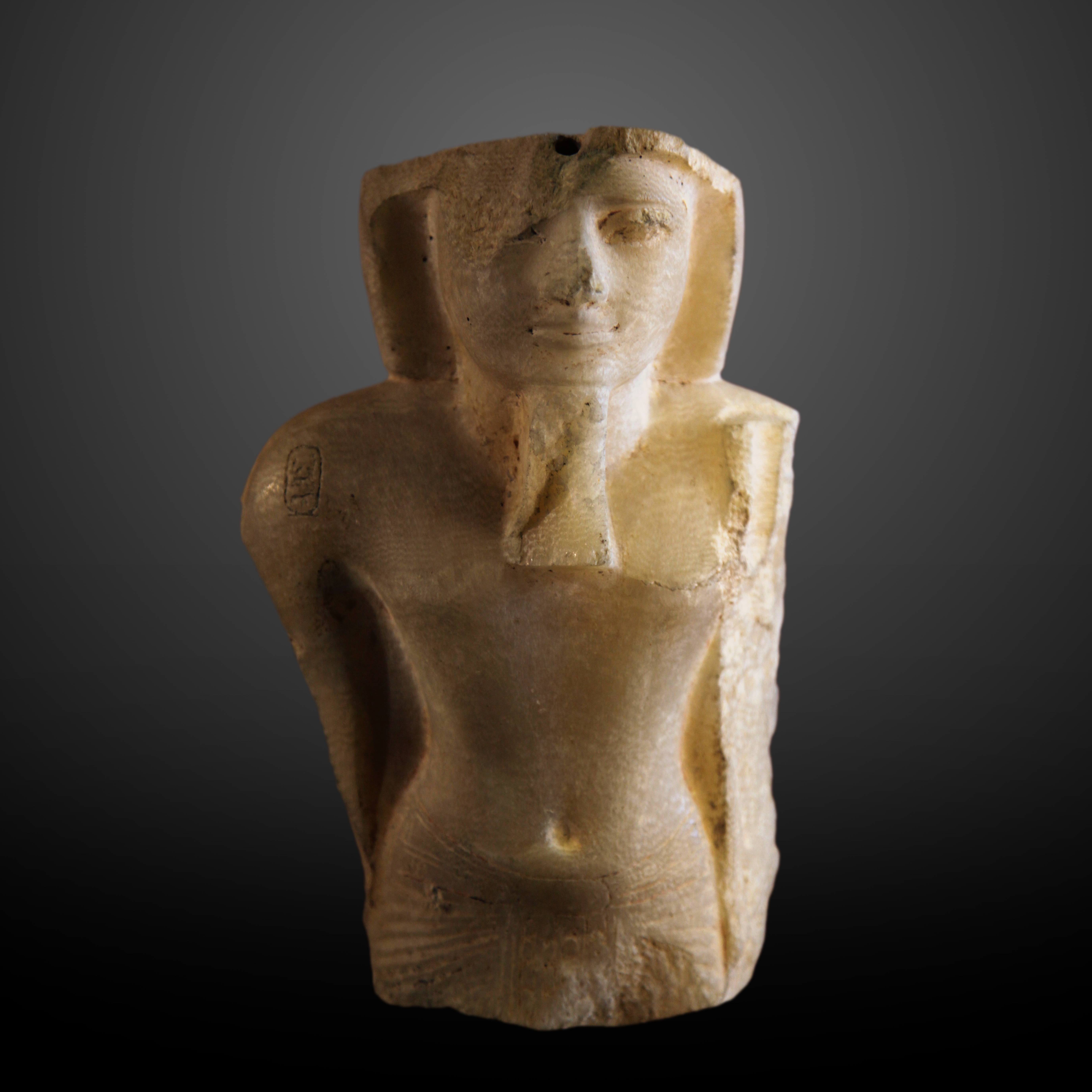
Statuetta bronzea di Taharqa al cospetto del dio Hemen. Museo del Louvre, Parigi.
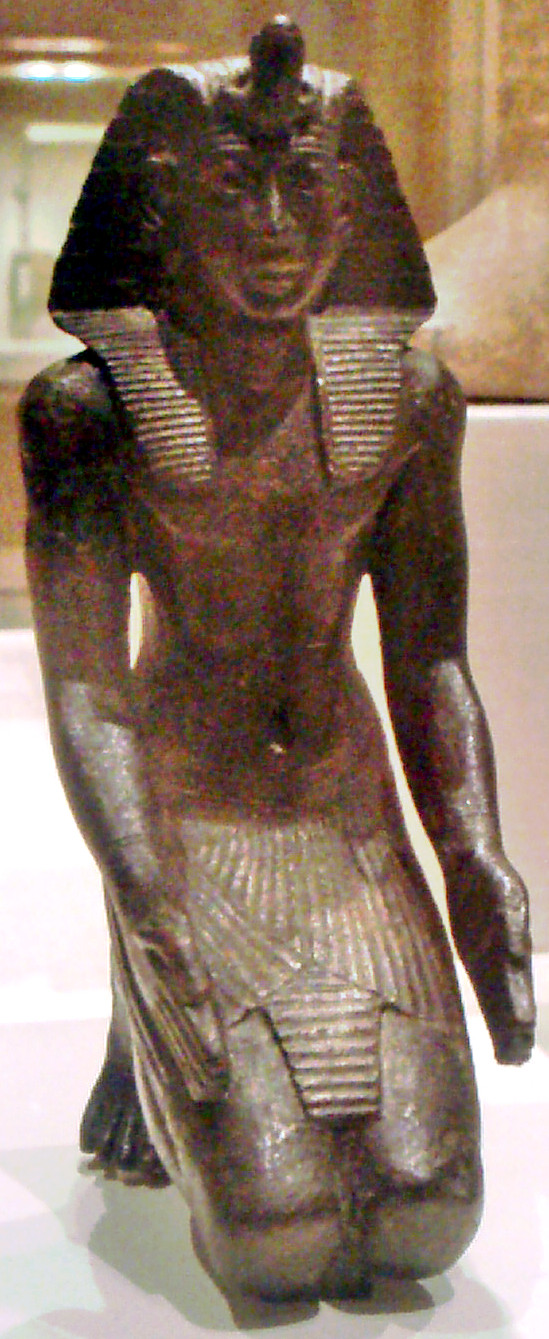
Statuetta bronzea di Necao II nell'atto di adorare una divinità. Brooklyn Museum, New York.
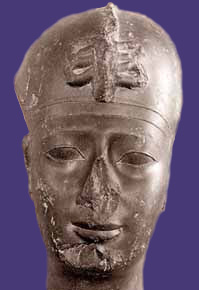
Testa di Aprie. Museo del Louvre, Parigi.
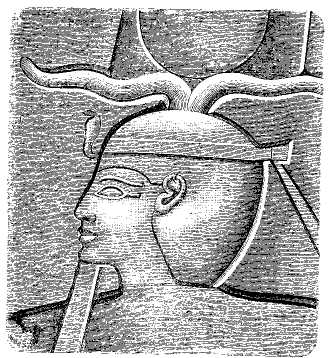
Copia di un rilievo di Sheshonq I (1886).
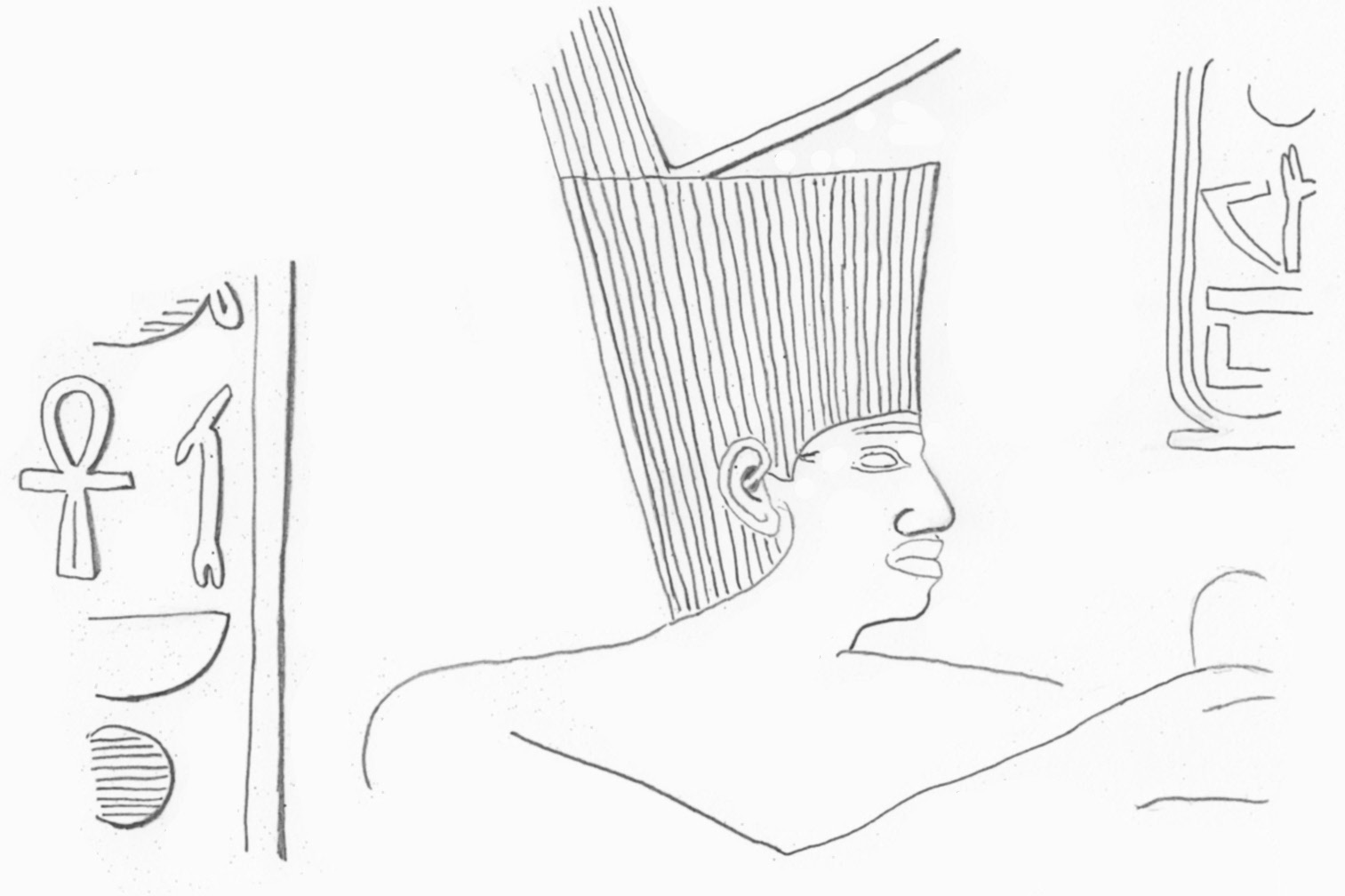
Copia di un rilievo di Osorkon IV.

### Faraoni non identificati

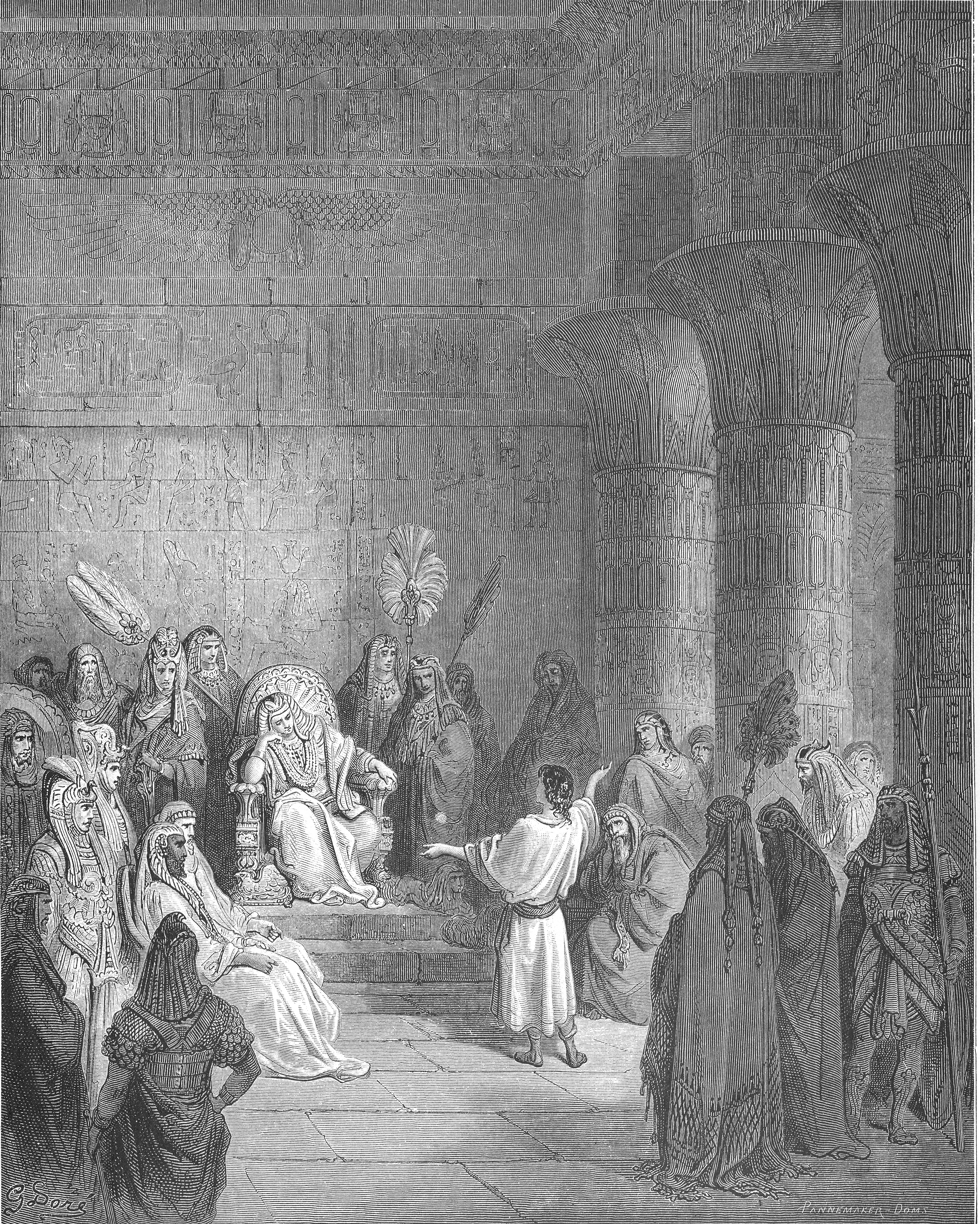
Giuseppe che interpreta il sogno del faraone, in un'incisione di Gustave Doré (1866).

#### Faraoni nel Libro della Genesi
I passi di Genesi 12, 10-20 narrano del trasferimento di Abramo in Egitto per sfuggire a una carestia a Canaan. L'anonimo faraone, avendo avuto notizia della bellezza di Sara, moglie di Abramo, e, credutola sua sorella, la accoglie nel palazzo reale; conseguentemente, Abramo acquisisce prestigio agli occhi del sovrano, ricavandone favori e beni materiali. Dopo aver scoperto la verità, il re egizio ordina ad Abramo e Sara di prendere i loro averi e abbandonare il Paese.

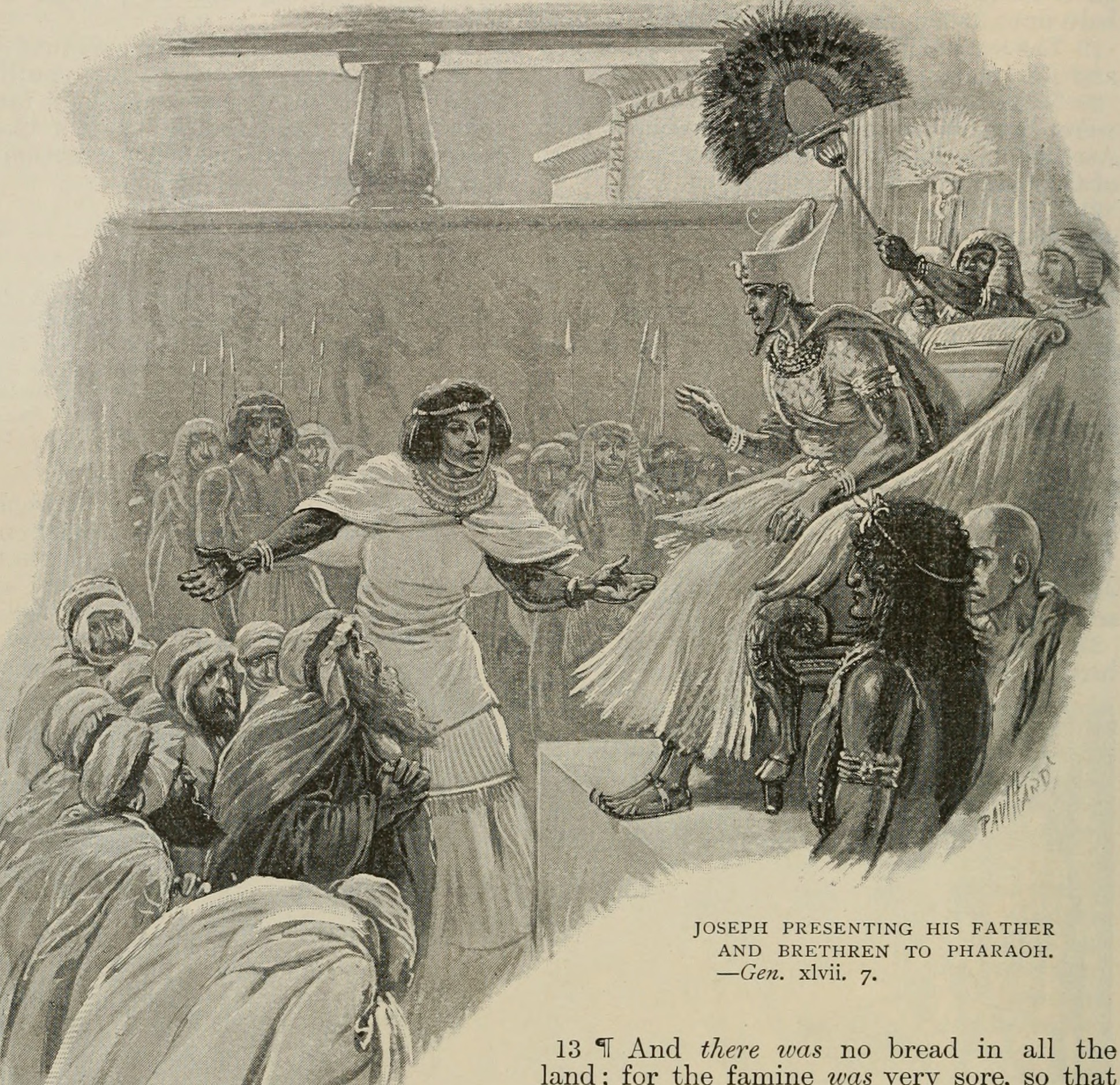
Giuseppe che presenta il padre e i fratelli al faraone, in una stampa nel 1896.

Gli ultimi capitoli del Libro della Genesi (Genesi 37-50) raccontano di Giuseppe, figlio di Giacobbe, venduto per invidia dai propri fratelli come schiavo in Egitto, che riesce però a farsi notare da un altro anonimo faraone al punto di diventare visir d'Egitto; in seguito viene autorizzato a stabilire la residenza del padre, dei fratelli e delle famiglie di questi ultimi nella Terra di Goscen (regione orientale del Delta del Nilo, nei pressi dell'odierna Faqus).
Il Dr. Eugene H. Merrill ha ipotizzato che Sesostri II (regno: 1897 - 1878 a.C.), quarto faraone della XII dinastia, possa essere il faraone senza nome presente nella storia biblica di Giuseppe. D'altro canto, alcuni nomi propri egizi menzionati nella vicenda di Giuseppe ("Zafnat-Paneach", "Asenat", "Potifera") non sono attestati prima della XX e XXI dinastia (XI-X secolo a.C.)..

#### Faraoni nel Libro dell'Esodo
La Bibbia racconta della schiavitù degli Israeliti in Egitto, della liberazione e della loro fuga dalla valle del Nilo sotto la guida di Mosè. Almeno due faraoni sarebbero coinvolti: il "Faraone dell'oppressione", che avrebbe ridotto gli Ebrei in schiavitù, e il "Faraone dell'Esodo", dal quale questi sarebbero fuggiti. Il testo biblico non fornisce il nome dei re, né alcuna altra informazione utile a collocare la vicenda nella plurimillenaria storia egizia. Ciononostante, sono state formulate svariate teorie circa l'identificazione dei faraoni in questione.

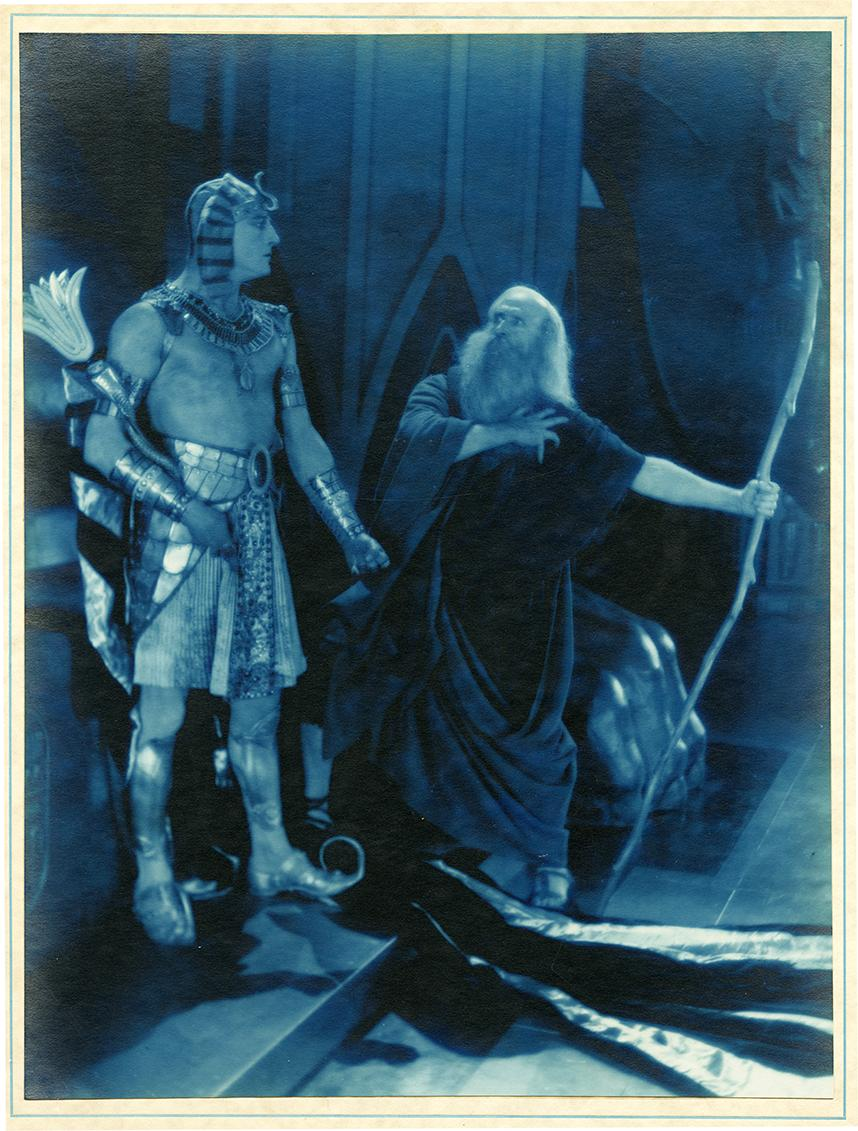
Theodore Roberts e Charles de Rochefort interpretano rispettivamente Mosè e Ramses II nel film I dieci comandamenti, del 1923.

Fonti rabbiniche hanno stabilito che il Tempio di Salomone sarebbe rimasto intatto per 410 anni - e il Seder Olam Rabbah (una cronologia degli eventi biblici risalente al II secolo a.C.) ne colloca la costruzione nell'832 a.C. e la distruzione nel 442 a.C. (3338 A.M.): ben 165 dopo la comune datazione scientifica (i cosiddetti "anni mancanti"). Il Seder Olam Rabbah colloca l'inizio dell'Esodo nel 2448 A.M. (1313 a.C.): la data tradizionale, per la letteratura rabbinica. 1 Re 6, 1 afferma che l'Esodo avvenne 480 anni prima della costruzione del Tempio di Salomone: sia la datazione scientifica (1477 a.C. circa) che quella rabbinica (2448 A.M.) fanno cadere le vicende di Mosè durante la XVIII dinastia egizia, e precisamente presso i due estremi cronologici di tale casata. La XVIII dinastia fu inoltre la prima del Nuovo Regno dell'Egitto, inauguratosi con l'espulsione degli occupanti stranieri Hyksos e del loro ultimo re Khamudi (1550/1540 a.C. circa) dalla loro capitale Avaris, nella zona nord-orientale del Delta; ciò determinò la fine del cosiddetto Secondo periodo intermedio dell'Egitto

#### Faraoni nel Libro dei Re
1 Re 3,1 si riferisce di un'alleanza suggellata tramite il matrimonio fra Salomone e la figlia di un faraone egizio - lo stesso che avrebbe conquistato Gezer per poi consegnarla a Salomone 1 Re 9, 16. Tale sovrano egizio non è mai menzionato per nome, e perciò sono state proposte le seguenti identificazioni: 
- Siamon (986 - 967 a.C. circa): il candidato che raccoglie un consenso più diffuso fra gli studiosi[14][15].
- Psusennes II (967 - 943 a.C. circa): la Catholic Encyclopedia reputa che corrisponda all'anonimo re egizio suocero di Salomone[16].
- Sheshonq I (943 - 922 a.C.): l'orientalista Edward Lipiński fa risalire la distruzione di Gezer al tardo X secolo a.C., anziché al suo inizio, e ha proposto Sheshonq I come suo conquistatore[17].

## Il Faraone dell'Esodo

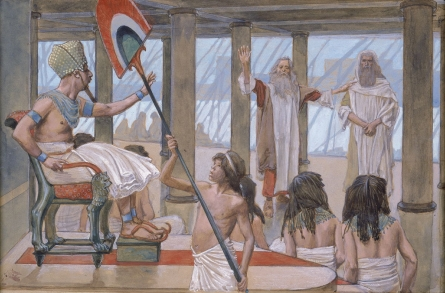
James Tissot, Mosè e Aronne al cospetto di Faraone, Museo Ebraico, New York.

### Faraone: un personaggio biblico

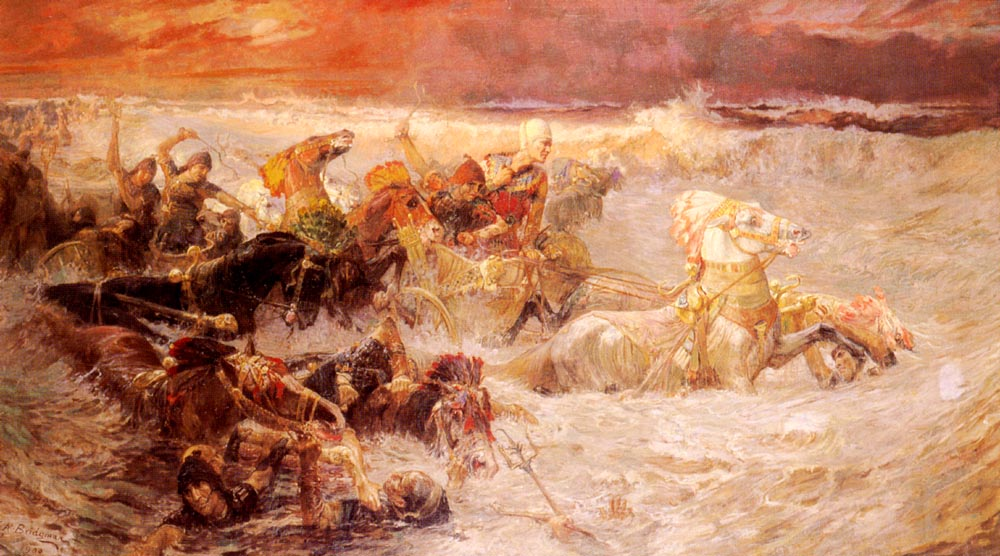
Frederick Arthur Bridgman, L'armata di Faraone inghiottita dal Mar Rosso (1900), collezione privata.

Il Libro della Genesi e quello dell'Esodo presentano tre Faraoni in successione. Il primo è il "Faraone dell'insediamento": quello che accoglie presso di sé Giuseppe, ne fa un proprio ministro e permette che gli Ebrei si insedino nella regione di Goscen, nell'Egitto nordorientale (Genesi 37-50). Il primo capitolo del Libro dell'Esodo menziona un secondo sovrano, il "Faraone dell'oppressione": quello che ordina l'asservimento degli Israeliti. Infine, il re egizio menzionato dal 5º al 15º capitolo del Libro dell'Esodo, il più celebre, è noto come "Faraone dell'Esodo": così come i due sovrani precedenti, anche quest'ultimo non è mai indicato con il suo nome bensì, semplicemente, come "re d'Egitto" oppure "Faraone" e "Faraone, re d'Egitto" - termine che sembra assurgere a nome proprio.

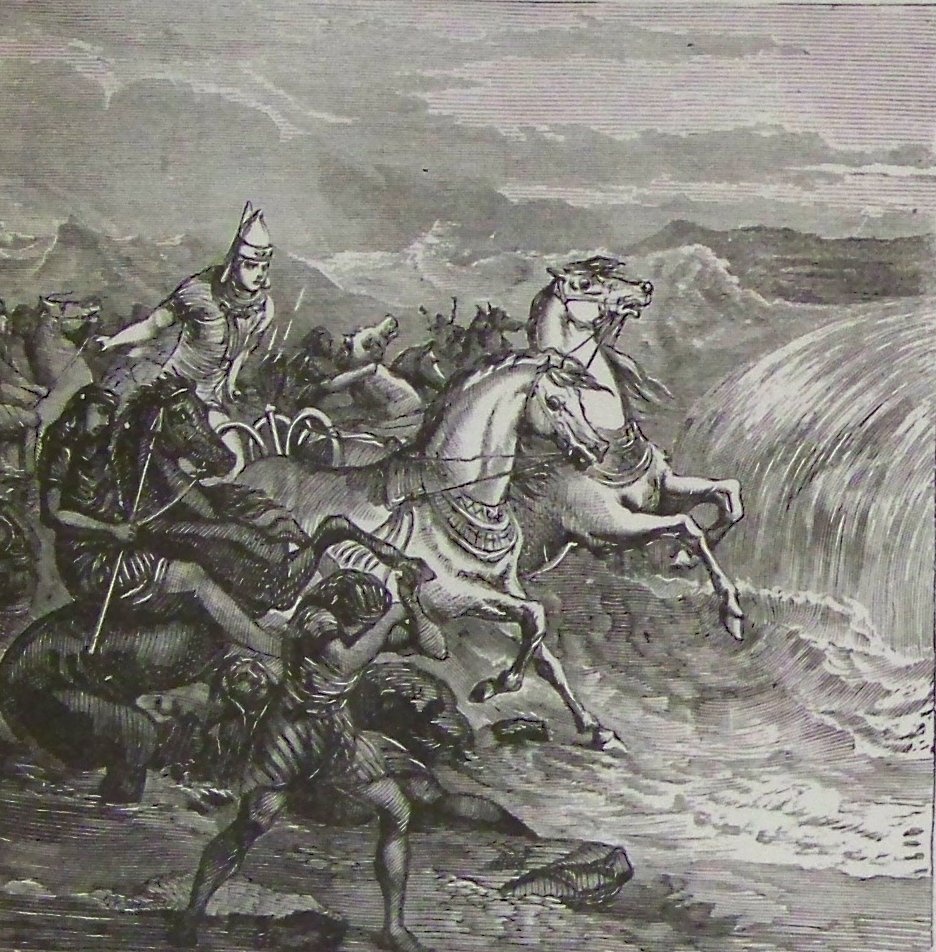
L'anonimo Faraone dell'Esodo davanti al Mar Rosso in una stampa del 1890.

Il Faraone è uno dei più celebri personaggi secondari della Bibbia: si oppone al dio Yahweh, il quale vuole che gli Ebrei escano dall'Egitto, guidati da Mosè e suo fratello Aronne. Dopo il loro insediamento in Egitto, gli Ebrei non cessano di moltiplicarsi e prosperare; davanti al loro numero impressionante, il "Faraone dell'oppressione", "un nuovo re, che non aveva conosciuto Giuseppe" (Esodo 1, 8), comincia a paventare un sollevamento e una presa del potere da parte loro, e decide infine di ridurli in schiavitù per indebolirli (Esodo 1, 9-14). I sovrintendenti alle opere del faraone ricevono l'ordine far lavorare duramente gli Ebrei all'edificazione delle città di Pitom e Ramses (Esodo 1, 11), mentre le levatrici ebree sono tenute a far morire i neonati maschi (Esodo 1, 15-16). Tre mesi dopo la nascita, Mosè viene abbandonato dalla madre in un cesto sulle acque del Nilo e trovato, durante un bagno nel fiume insieme ad alcune ancelle, dalla figlia del faraone in persona, la quale decide di adottarlo pur avendo perfettamente capito che si tratta di un figlio di ebrei (Esodo 2, 1-10). Una volta adulto, Mosè viene a conoscenza delle proprie origini e soffre nel vedere gli israeliti in schiavitù; vedendo un sorvegliante egizio che percuote un ebreo, in un attacco d'ira uccide l'egizio e fugge a Madian (Esodo 2,11-15). Tempo dopo, il "Faraone dell'oppressione" muore e il figlio gli succede sul trono: il "Faraone dell'Esodo". Sul Monte Horeb, davanti a un cespuglio in fiamme, Dio ordina a Mosè di tornare in Egitto e liberare gli Ebrei dagli oppressori. Dopo alcune esitazioni, Mosè si presenta al cospetto del faraone per persuaderlo a concedere agli Israeliti la libertà (Esodo 3-4). Dopo dieci piaghe - cioè calamità nazionali - terribili, "Faraone" si piega alla richiesta di Mosè (Esodo 5-13), per poi però pentirsene e spedire un esercito contro il popolo in fuga.

### Ipotesi di identificazione con faraoni storici

#### Ahmose I

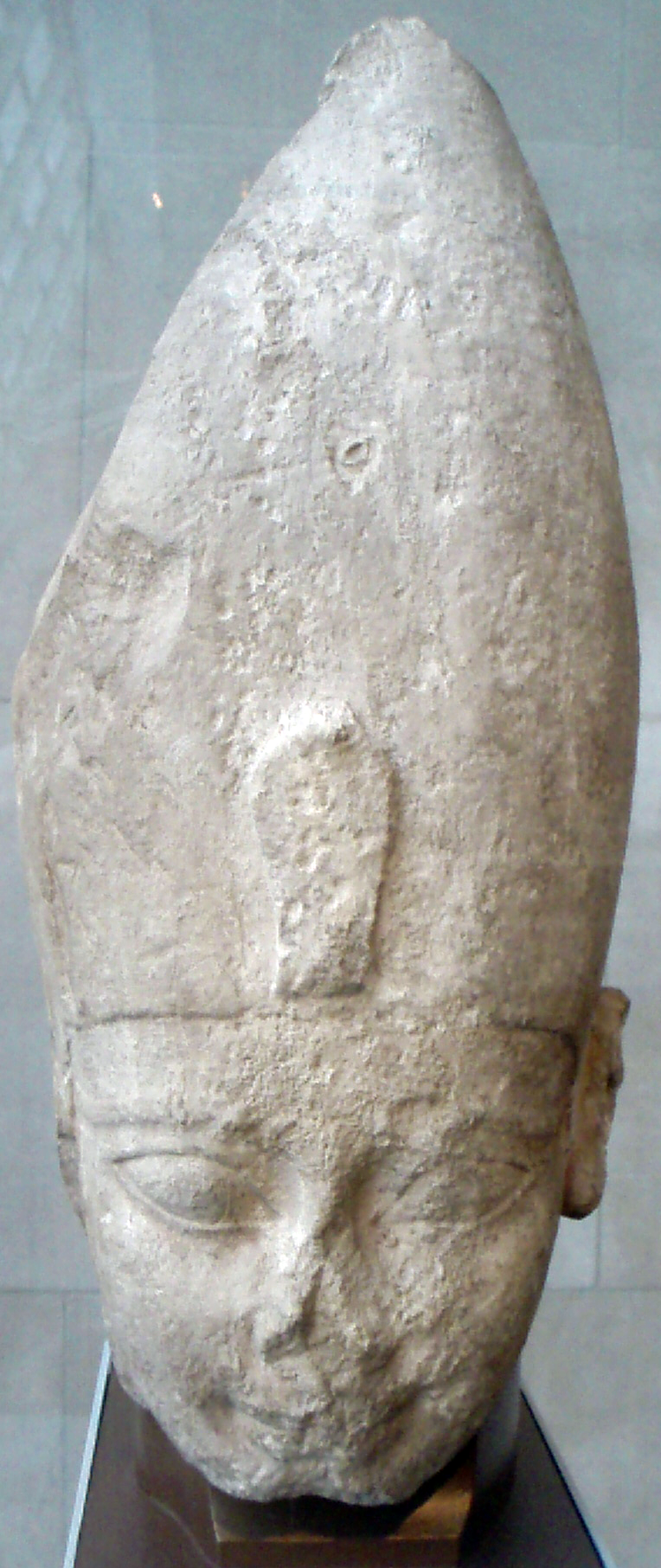
Testa di Ahmose I. Metropolitan Museum of Art, New York.

Nel 1995, l'egittologo belga Claude Venderleyen propose una datazione per i fatti dell'Esodo: sotto il regno del faraone Ahmose I (regno: 1549 - 1525 a.C.) o, perlomeno, tra l'inizio del Nuovo Regno (1550 a.C. circa) e Thutmose III (regno: 1479 - 1425 a.C.). Venderleyen ha ritirato questa tesi nel 2016. Nella sua dimostrazione citava, ad esempio, i frammenti di Manetone che collocano la scacciata degli Hyksos sotto Ahmose I, primo re della XVIII dinastia - Tethmôsis (frg. 50-51), Amôs (frg. 52). Questi Hyksos sarebbero infatti gli antenati degli Israeliti, stando ad autori giudaici come Flavio Giuseppe. Le menzione della costruzione di Pi-Ramses (Esodo 1,11), che argomenterebbe a favore del periodo ramesside, sarebbe chiaramente un anacronismo dal momento il nome di tale città compare già in Genesi 47,11: Giuseppe vi installa il padre e i fratelli. Vandersleyen prende inoltre in considerazione le indicazioni temporali fornite dal testo biblico, che collocano il fatto 594 anni prima di re Salomone - il che collocherebbe la partenza degli Ebrei dall'Egitto intorno al 1400 a.C. o meglio, dopo alcuni calcoli d'aggiustamento, nel XVI secolo a.C. Le dieci piaghe d'Egitto, preludio alla partenza del popolo ebraico, fanno pensare a un importante evento tellurico o climatico, forse l'eruzione del vulcano sull'isola mediterranea di Santorini ("eruzione minoica"). La data di questo cataclisma non è accertabile, anche se avvenne sicuramente fra il 1628 a.C. e il 1500 a.C. Nel 1964, Angelos Galanopoulos ha comparato l'apertura e la chiusura del Mar Rosso (Esodo 14, 15-30) a uno tsunami (onda anomala preceduta dal ritirarsi del mare) che si affianca sempre a fenomeni vulcanici marini. Il ricordo di questo disastro naturale comparirebbe in Manetone (frg. 52). Sotto il faraone "Misphragmuthôsis" (Ahmose I?) è collocato il Diluvio di Deucalione, evidentemente nel suo regno si ebbe un'onda anomala memorabile; la colonna di ceneri vulcaniche sarebbe da mettere in relazione con il pilastro di fuoco che guida gl Ebrei in Esodo 13, 20-22. Invece, dal punto di vista egizio, la voce rimbombante del dio Seth menzionata nel Papiro di Rhind e la "Stele della Tempesta" fatta erigere da Ahmose I davanti al Tempio di Karnak potrebbero commemorare questo fenomeno vulcanico. Una connessione tra il passaggio nel Mar Rosso e l'eruzione è stata ipotizzata, nel 2002, anche da due geologi, il francese Gilles Lericolais e lo statunitense William Ryan.

#### Thutmose II

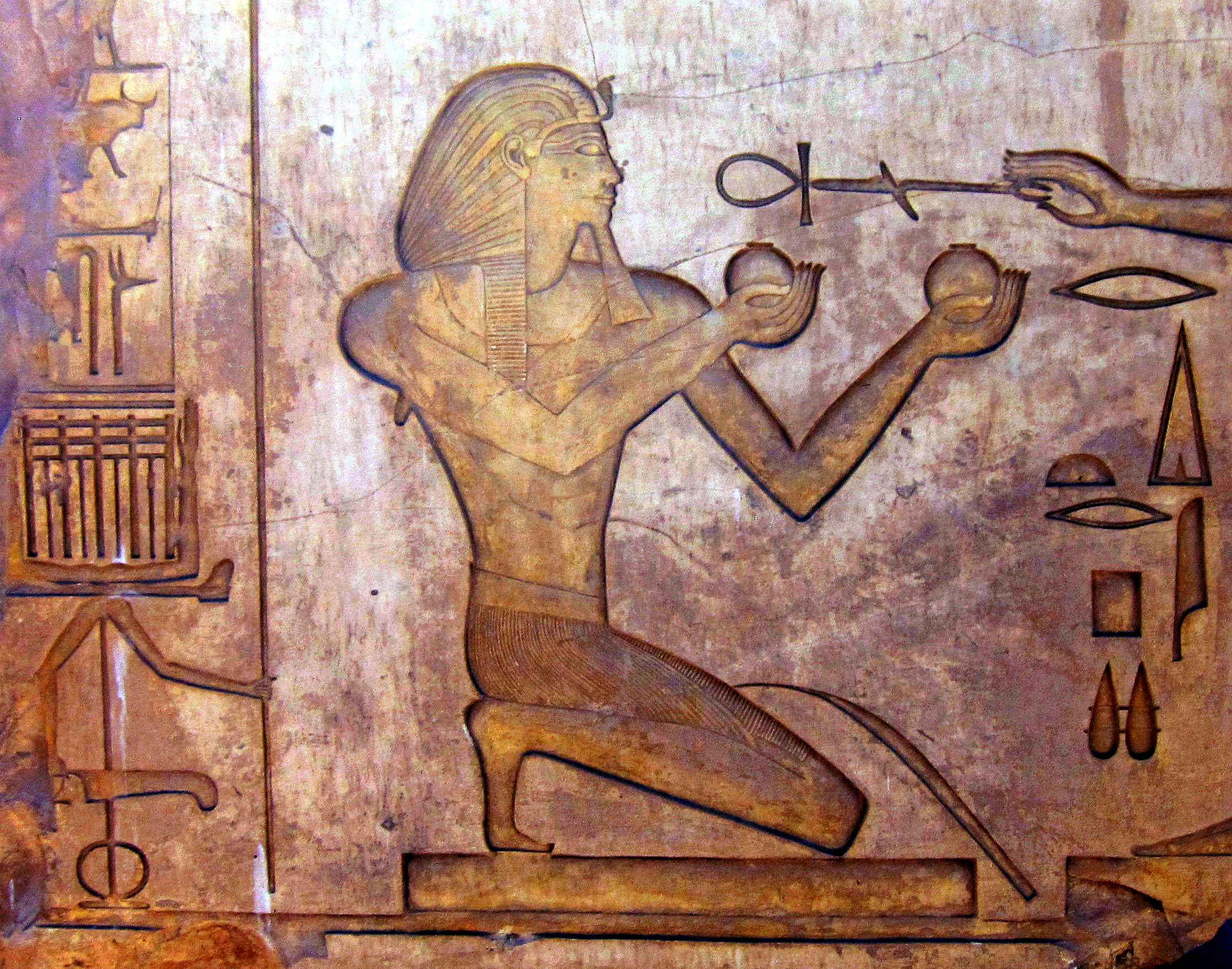
Thutmose II su un blocco di pietra nel Complesso templare di Karnak.

Assai di rado Thutmose II è associato all'Esodo biblico. Un opuscolo pubblicato nel 1974 da Jean de Miceli ha proposto questo faraone come antagonista storico di Mosè. Benché sia comunemente accettata l'estrema difficoltà di dare una precisa sistemazione cronologica alla partenza del popolo ebraico dall'Egitto, questo autore è giunto - attraverso alcuni calcoli astronomici - a quello che secondo lui sarebbe stato il giorno preciso dell'avvenimento biblico: il 9 aprile 1496 a.C. Numerosi archeologi hanno contestato la conclusione di de Miceli. Comunque, il decesso di Thutmose II è più comunemente collocato nel 1479 a.C. (secondo Jaromír Málek, Dieter Arnold, Jürgen von Beckerath, Ian Shaw, Kenneth Kitchen, Nicolas Grimal e Rolf Krauss). Parecchi anni prima, Alfred Edersheim, nella sua Old Testament Bible History (1876 - 1887), aveva già proposto Thutmose II come il meglio qualificato per essere il faraone dell'Esodo, attribuendogli un regno breve e prospero seguito da un tracollo improvviso e segnato dalla mancanza di eredi; per la verità, suo figlio fu il grande faraone Thutmose III. Edersheim affermò inoltre che la mummia di Thutmose II sarebbe l'unica a mostrare delle cisti, possibile indizio di una epidemia diffusasi tra l'impero egizio e quello ittita. Le argomentazioni di questo sacerdote anglicano, formulate nella seconda metà dell'800, non hanno retto alle prova del tempo e alle scoperte successive.

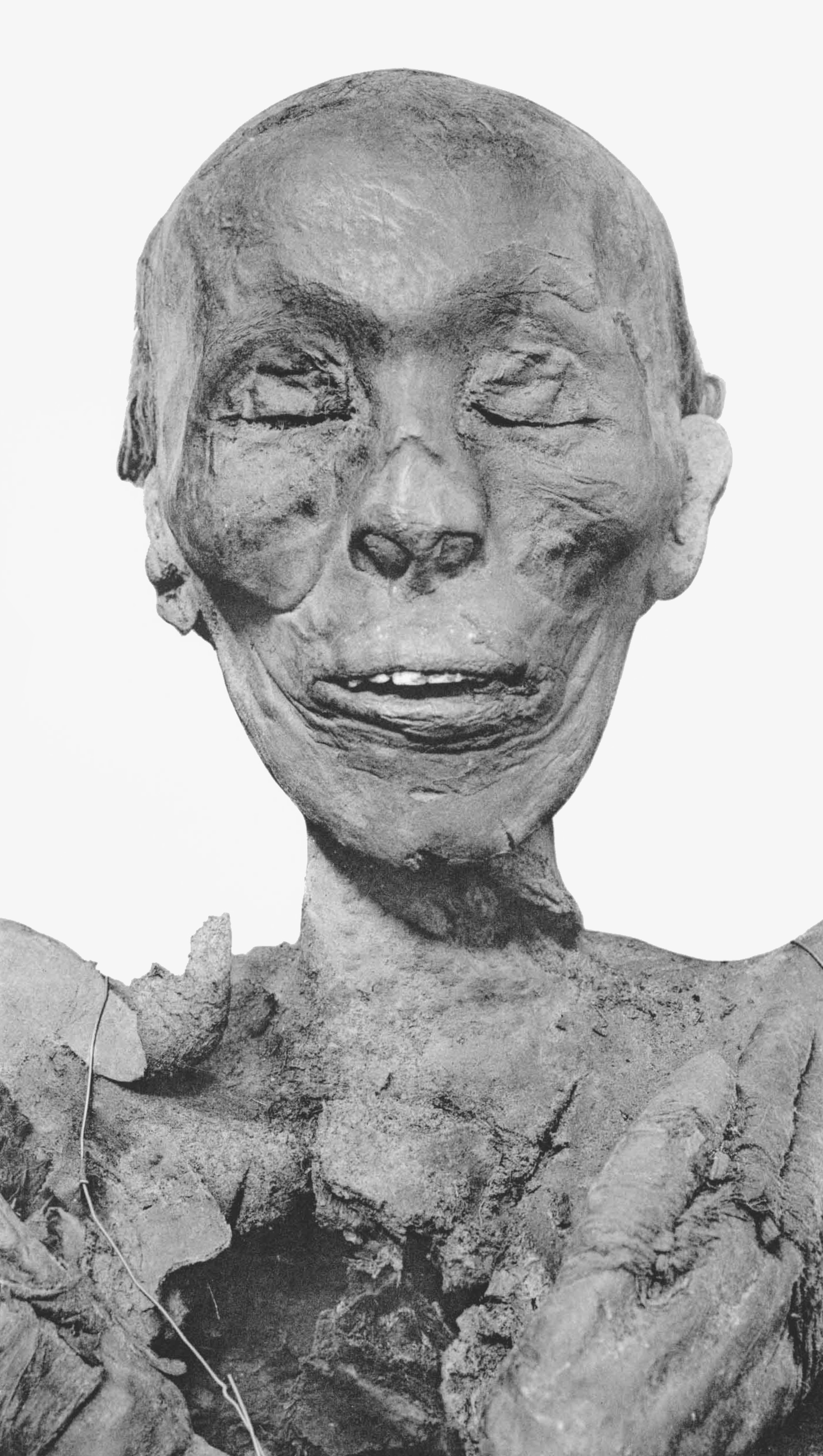
Testa della mummia di Thutmose II, in una fotografia del 1912.

Thutmose II ha lasciato scarsissime tracce del proprio regno e della propria personalità; è tendenzialmente descritto come un faraone fragile e malaticcio, e nemmeno la durata del suo regno è nota con certezza: pare, secondo recenti ricerche, che abbia regnato per soli tre anni. Secondo William H. Shea, tale oscurità sarebbe stata volontariamente provocata dai successori. La sua tomba originale, quella avrebbe avuto cura di predisporre per sé in vita, è sconosciuta. Nessuna delle sepolture ipogee della Valle dei Re reca il suo nome, anche se la KV42 sembra la più probabile: fu scavata frattolosamente e si presenta come un luogo austero e privo di ornamenti, in linea con il ricordo del regno di Thutmose II (la morte improvvisa del debole faraone non ancora trentenne colse, probabilmente, i costruttori di sorpresa). William H. Shea ha cercato appunto di argomentare tale repentinità con un ipotetico annegamento del faraone nel Mar Rosso. Dopo aver lasciato l'Egitto, gli Israeliti vagarono per una quarantina d'anni nel deserto prima di giungere nella Cananea. Parallelamente, è risaputo che Thutmose III, successore de jure di Thutmose II (nonostante un ventennio di regno de facto della zia/matrigna Hatshepsut), avrebbe cessato ogni impresa militare nel 42º anno del proprio regno - cioè quarantadue anni dopo la morte di Thutmose II: forse per la presenza di Israeliti armati ai confini dell'Egitto. La mummia attribuita a Thutmose II fu scoperta nel 1881 in un nascondiglio di salme reali a Deir el-Bahari e sbendata nel 1886 da Gaston Maspero. Il braccio sinistro risulta strappato dal tronco, il braccio destro reciso all'altezza del gomito e la gamba destra mozzata con un colpo d'ascia: tutte queste offese furono sicuramente arrecate da antichi razziatori di tombe in cerca di gioielli - anche se alcuni hanno cercato di interpretarle come il risultato di un linciaggio postumo degli Israeliti quando avrebbero visto il corpo senza vita del faraone spinto sulla costa dalle onde.

#### Thutmose III

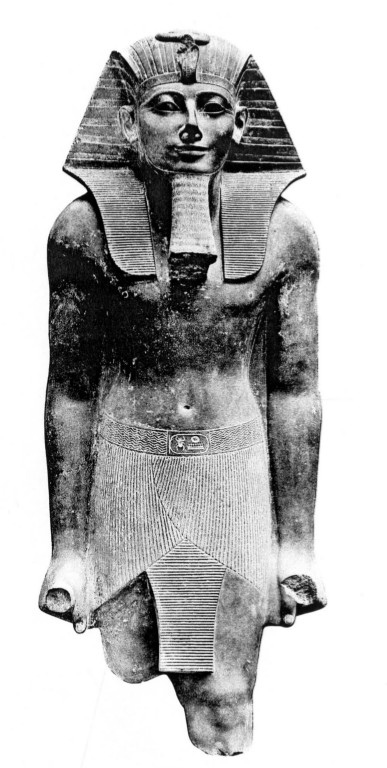
Statua di Thutmose III al Museo di Luxor, in una fotografia del 1906.

Secondo William H. Shea, l'affiancamento di dati archeologici ed extra-biblici alle informazioni fornite dalla stessa Bibbia porterebbe all'identificazione di Thutmose III quale Faraone dell'Esodo. 1 Re 6, 1 afferma che l'Esodo sarebbe avvenuto 480 anni prima del regno di Salomone, cioè verso il 1450 a.C. Mosè è ottantenne quando guida il popolo ebraico fuori dall'Egitto (Esodo 7, 7): sarebbe perciò nato intorno al 1530 a.C., tra il regno di Ahmose I e Thutmose I. Il carattere crudele di Thutmose III sembra trasparire dalle campagne militari che condusse in Nubia, Siria e Palestina, nel corso delle quali sarebbero state ordinate numerose esecuzioni. D'altro canto, l'egittologo italiano Franco Cimmino l'ha definito 
(Franco Cimmino)

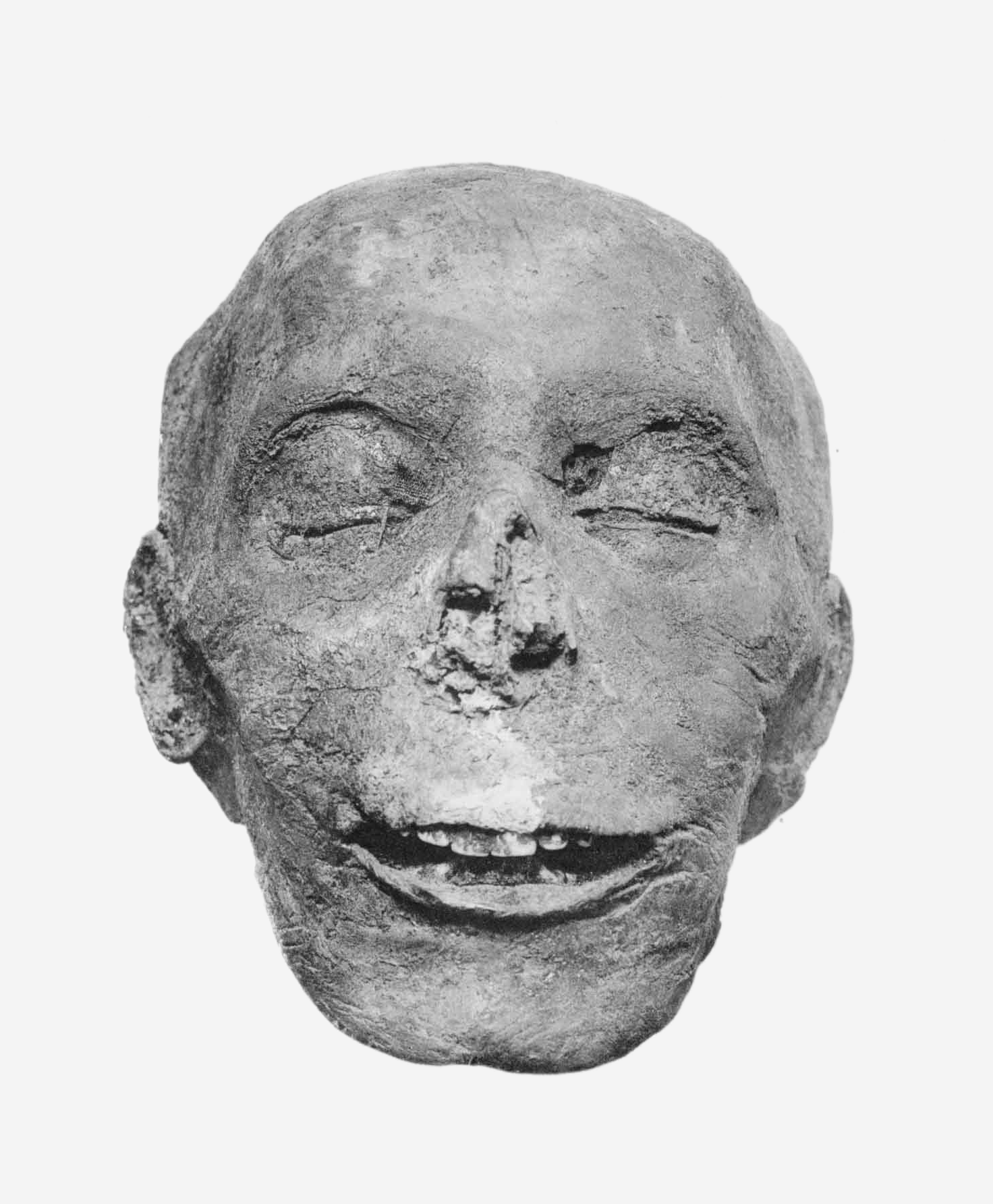
Testa della mummia di Thutmose III, in una fotografia del 1912.

Di conseguenza (ma come pura speculazione) sembra accordarsi con l'intransigenza di questo grande sovrano il massacro dei bambini ebrei (Esodo 1, 22) da cui Mosè si sarebbe salvato. Secondo questo scenario - comunque privo di fondamenti reali - la figlia del faraone che raccolse Mosè dalle acque del Nilo potrebbe essere stata proprio Hatshepsut, anche se molto più anziana di Thutmose III - così come potrebbe essere lei il faraone morto durante l'esilio di Mosè nella terra di Madian. Sempre secondo William H. Shea, Thutmose III sarebbe morto annegato nel Mar Rosso - benché nessun documento egizio ne parli. Alcuni calcoli ricavati dall'autobiografia del militare Amenemheb, amico d'infanzia del faraone, collocherebbero la data di morte di Thutmose III intorno al 1450 a.C., verso la metà di marzo - il che coinciderebbe con le indicazioni bibliche (Esodo 12-14) che fissano il passaggio del Mar Rosso nel mese ebraico di Nisan (marzo-aprile del calendario giuliano).
Per quanto riguarda la sua mummia, alcune radiografie del 1978 sembrano aver rivelato che Thutmose III sarebbe morto tra i 40 e i 45 anni. Si sa però con certezza che questo faraone godette di 54 anni di regno - essendo perciò morto intorno ai sessant'anni d'età. Si pensò quindi che la mummia col suo nome scoperta nel 1881 all'interno del nascondiglio di salme reali di Deir el-Bahari non fosse altro che un corpo sostituito a quello del grande faraone a causa di un'impossibilità a seppellire la vera salma - forse perché scomparsa nel Mar Rosso: dopo l'annegamento, il corpo di Thutmose III non sarebbe più stato ritrovato, e così un semplice soldato sarebbe stato mummificato e inumato nella sua tomba in vece sua. Tale ricostruzione è stata pesantemente criticata su più fronti, in special modo da James K. Hoffmeier nel 2007. L'anno di morte di Thutmose III, tradizionalmente ritenuto il 1450 a.C., è ormai rifiutato dalla maggior parte degli studiosi (fra cui Kenneth Kitchen) e spostato al 1425 a.C. Inoltre, la teoria dello scambio dei corpi non appare che una fantasiosa speculazione priva di sostanziali ed espliciti fondamenti.

#### Amenofi II

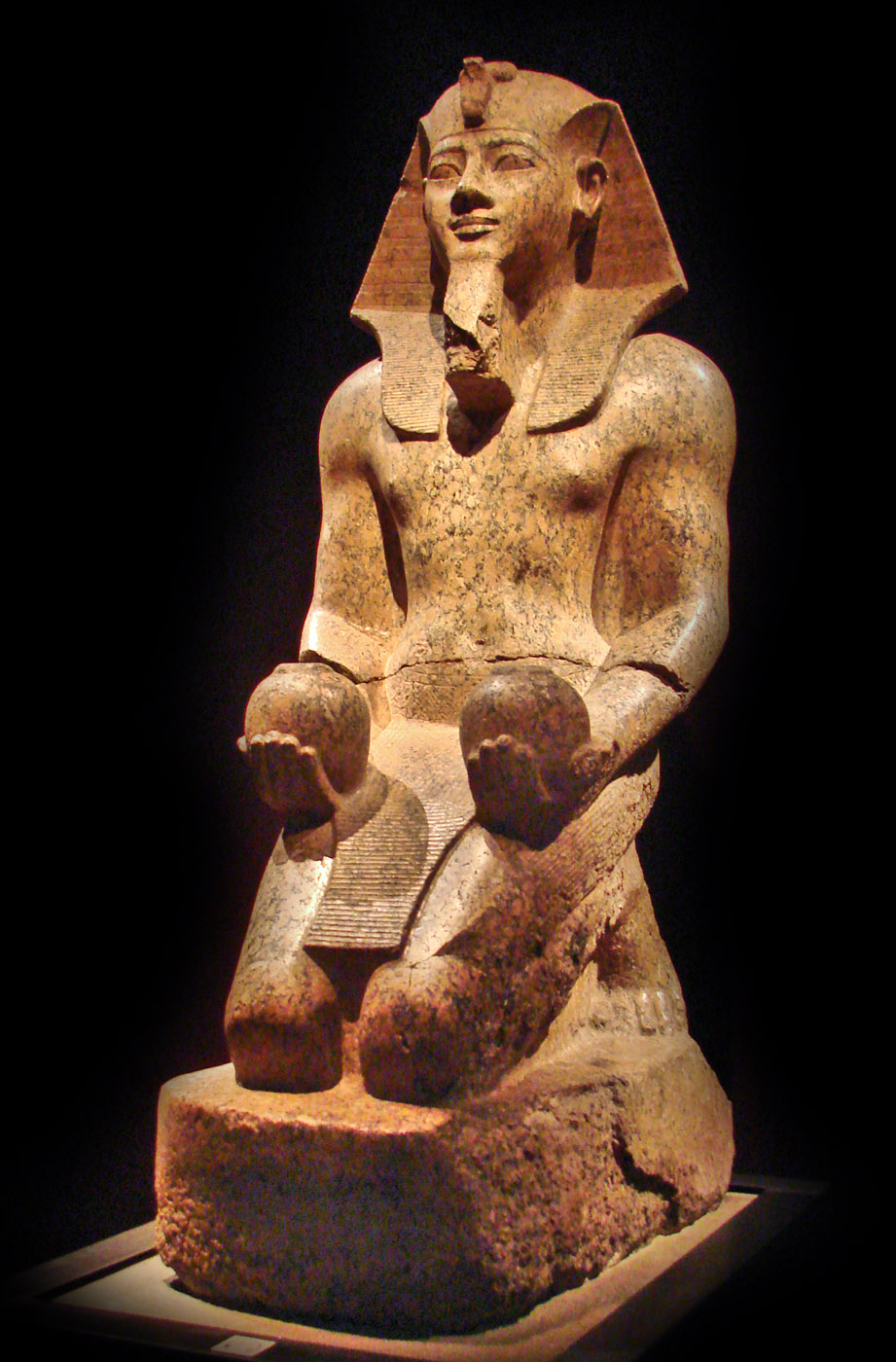
Statua di Amenofi II al cospetto di un dio. Museo egizio di Torino.

Un'ipotesi propone Thutmose III come "Faraone dell'oppressione" e il suo sanguigno figlio Amenofi II come "Faraone dell'Esodo". Tale scenario si basa sulle coordinate cronologiche fornite da 1 Re 6, 1 e da Giudici 11, 26: interpretati letteralmente, tali passi permetterebbero di collocare l'uscita degli Israeliti dall'Egitto nel 1446 a.C. Secondo una cronologia faraonica problematica dal consenso limitato, tale anno cadrebbe nel mezzo del regno di Amenofi II che, secondo il canadese Donald Redford, si sarebbe esteso dal 1454 a.C. al 1419 a.C. Tale assetto solleva numerose difficoltà, soprattutto per il fatto che la maggioranza degli egittologi è concorde nell'attribuire quel preciso lasso di tempo al regno del predecessore, il padre Thutmose III. Per la mancanza di prove dirette, i sostenitori della tesi di Amenofi II hanno avanzato prove indirette - sostenendo che l'Egitto di Amenofi II si sarebbe trovato a dover rimpiazzare un'intera forza lavoro venuta a mancare (i 600.000 Ebrei menzionati in Esodo 12, 37) con una massa, altrettanto importante, di prigionieri di guerra. Tale argomentazione è ricavata dalla dichiarazione presente su una stele a ricordo di una spedizione militare in Palestina, datata al 9º anno del regno di Amenofi II, secondo la quale sarebbero stati deportati in Egitto ben 101.128 prigionieri: appunto per "tamponare" il vuoto lasciato dagli Ebrei fuggiti, secondo i fautori di questa tesi. La propaganda della monarchia egizia faceva normalmente uso dell'iperbole e il numero di 101.128 prigionieri è una chiara esagerazione; Amenofi II dichiarò di aver sottomesso cento volte il numero di stranieri sottomessi dai suoi predecessori. La seconda grande difficoltà della collocazione dell'Esodo nel regno di Amenofi II è data dal supposto annegamento di "Faraone" nel Mar Rosso; accogliendo come vere alcune affermazioni della Bibbia quali le indicazioni di cronologiche, sarebbe parimenti necessario, per onestà intellettuale, accettare l'implicito riferimento all'annegamento di "Faraone". Le mummie di Thutmose III e Amenofi II sono state entrambe scoperte alla fine del XIX secolo - la prima nel nascondiglio DB320 di Deir el-Bahari, la seconda nella propria tomba nella Valle dei Re: nessuna delle due presenta la minima traccia di annegamento. Alcuni studiosi, come Charles F. Aling, hanno creduto di riconoscere nel principino Ubensenu, figlio di Amenofi II morto in giovanissima età (e sepolto con lui), il primogenito morto durante la decima piaga d'Egitto: 

#### Akhenaton

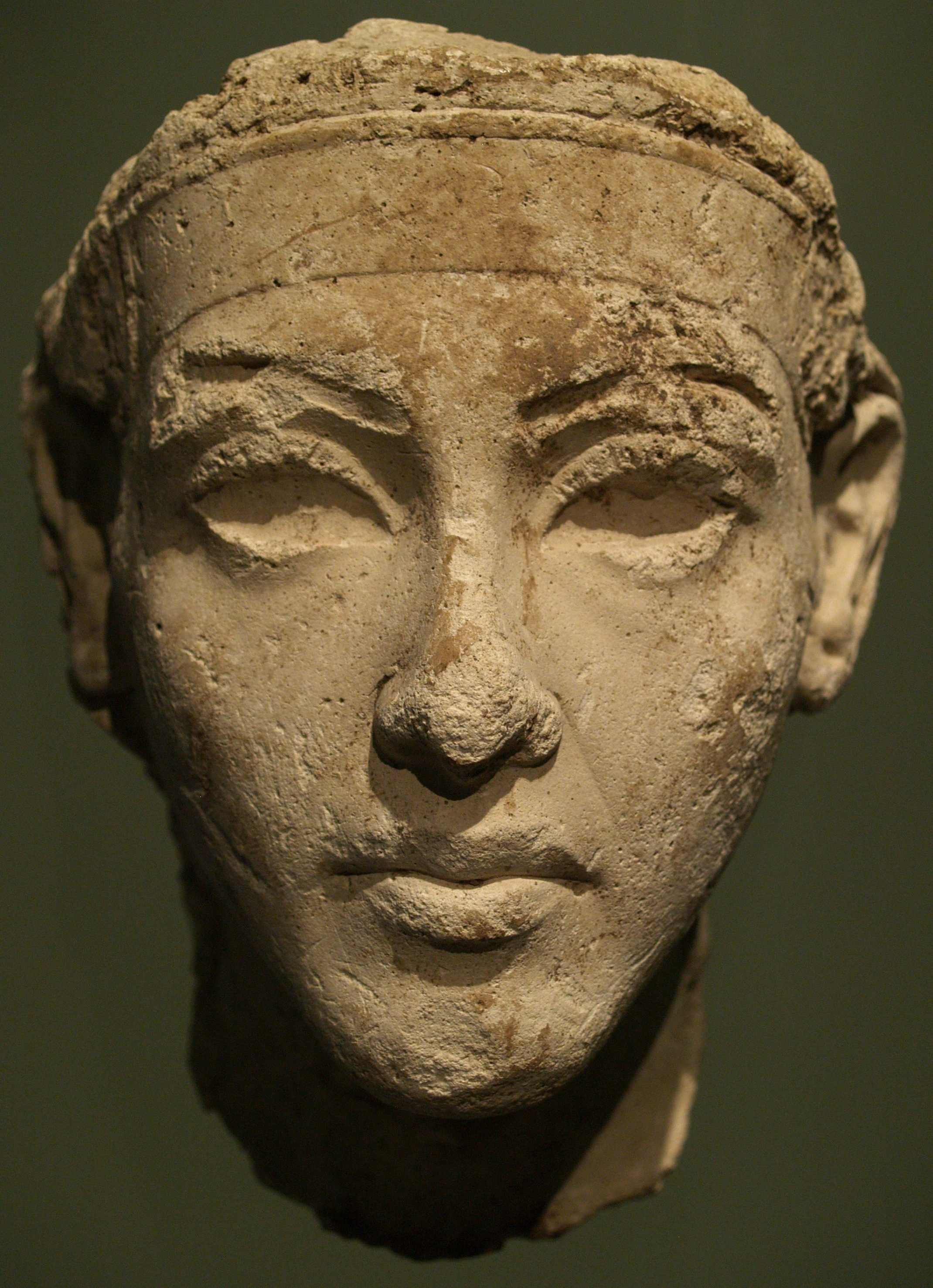
Testa di Akhenaton, opera dello scultore Thutmose. Ägyptisches Museum und Papyrussammlung, Neues Museum, Berlino.

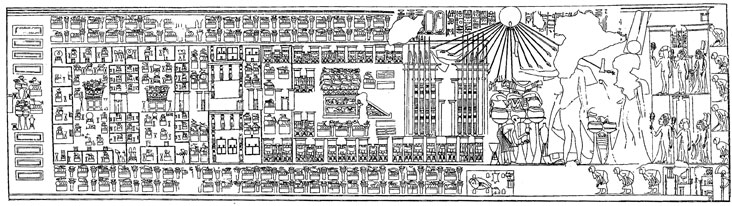
Il Grande tempio di Aton ad Akhetaton: Akhenaton, assistito da Nefertiti e dalle figlie, fa offerte al solo dio Aton su un altare all'aria aperta. Disegno di un rilievo nella tomba del funzionario Merira II ad Amarna.

Condannato e dimenticato dagli stessi antichi egizi, il faraone Akhenaton (regno: 1350 - 1334 a.C. circa) dovette sottostare a un oblio millenario. Alla fine del XIX secolo, la riscoperta della sua riforma religiosa - l'atonismo - portò alcuni studiosi a pensare che il faraone avesse intrapreso un'azione religiosa molto simile a quella di Mosè. Nel 1894, lo statunitense James Henry Breasted ebbe modo di dimostrare l'importanza di tale rivoluzione di stampo enoteistico (che mantenne, cioè, la credenza in più divinità pur adorandone una sola) per la comprensione del monoteismo biblico; nel 1905 mise in luce lo stretto legame del Grande inno ad Aton e il Salmo 104. Le conclusioni di Breasted ebbero un seguito, nel 1910, negli studi di Arthur Weigall, filologicamente più fantasiosi (Aton = Adonai) e rivelatisi piuttosto inaffidabili. Il maggiore fautore di una relazione fra Akhenaton e Mosè fu Sigmund Freud (1856 - 1939). Nel suo saggio L'uomo Mosè e la religione monoteistica (Der Mann Moses und die monotheistische Religion), pubblicato poco prima della morte, il fondatore della psicoanalisi espose l'idea che Mosè non sarebbe stato un ebreo, bensì un egizio di alto rango, sacerdote o principe, costretto a lasciare l'Egitto con i suoi seguaci dopo la morte di Akhenaton, e che avrebbe introdotto gli Israeliti a un monoteismo sviluppatosi dal culto di Aton. Anche Freud riteneva che vi fosse una connessione fra Adonai (il Dio biblico), Aton e il nome siriano del mitologico Adone, in un'unità linguistica primordiale - seguendo in ciò l'idea, già menzionata, dell'egittologo Arthur Weigall. Appassionato lettore di opere egittologiche, il medico austriaco fu influenzato e suggestionato da alcuni romanzi storici come quelli del romanziere russo Dmitrij Sergeevič Merežkovskij, autore di una trilogia sui faraoni d'epoca amarniana. A seguito della pubblicazione del libro di Freud, l'erroneo concetto di un Akhenaton propriamente monoteista entrò nell'immaginario comune e nelle ricerche accademiche. Già nel 1935 Freud aveva azzardato un'identificazione tra Mosè e un egizio, attestato dall'archeologia, di nome Thutmose. Gettando uno sguardo su oltre un secolo di accostamenti più o meno fondati tra Mosè e l'eccentrico Akhenaton, il canadese Donald Redford ha concluso:
(Donald Redford)

#### Ay

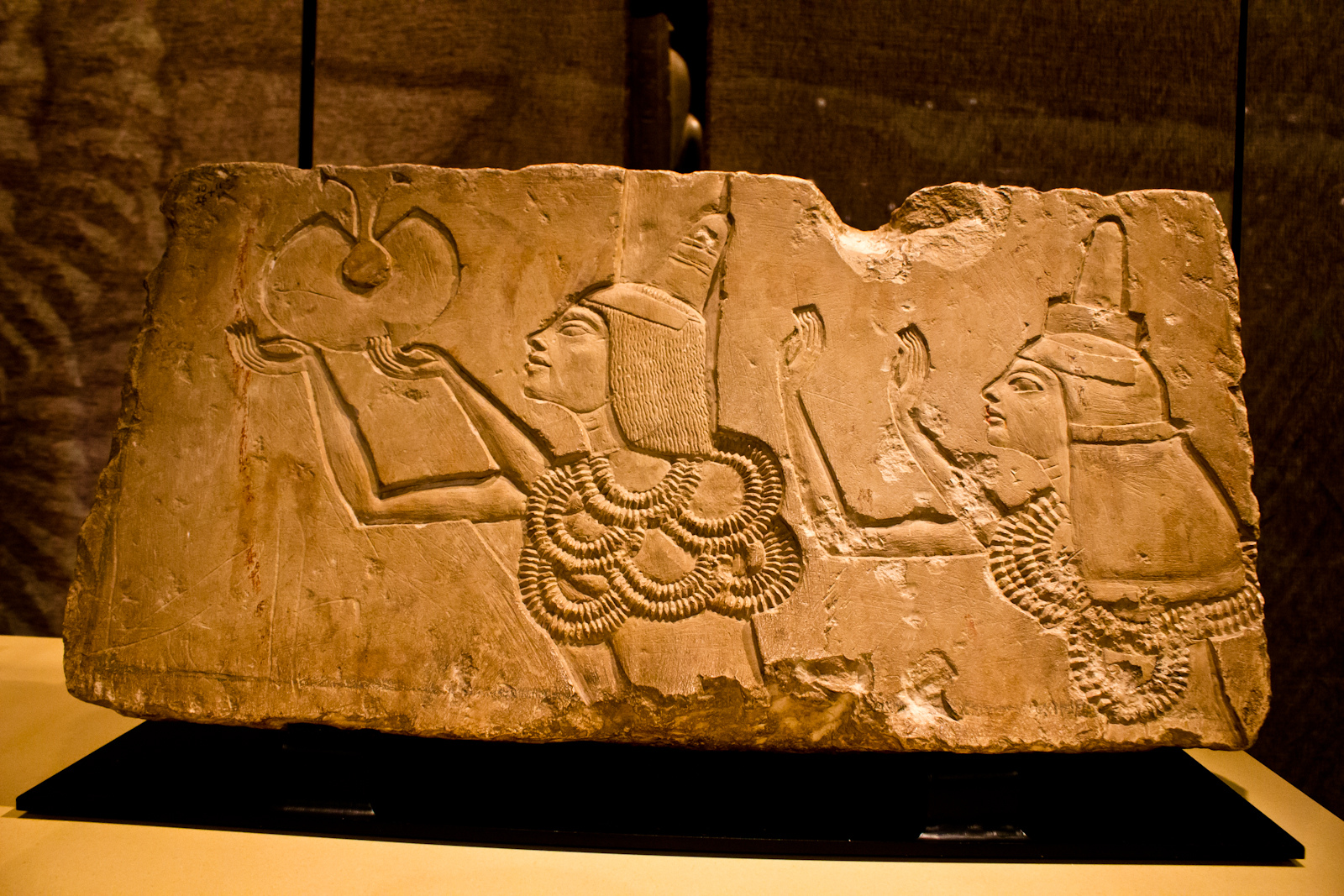
Rilievo raffigurante Ay e la moglie Tey, non ancora sovrani, mentre ricevono oro da Akhenaton.

In un libro del 2000, i fratelli Messod e Roger Sabbah affermarono di aver scoperto uno scenario storico nascosto all'interno della Bibbia: secondo loro, i principali personaggi biblici (Abramo, Giuseppe e Mosè) non sarebbero stati ebrei, bensì egizi - e nello specifico faraoni. Gli Ebrei si sarebbero costituiti come tali quando la parentesi pseudo-monoteistica (atonismo) propugnata da Akhenaton si concluse alla morte di quest'ultimo (1334/1333 a.C.). Quindi, gli Ebrei altro non sarebbero stati che i discendenti degli abitanti della capitale di Akhenaton, Akhetaton, rimasti fedeli all'unico dio al centro del loro culto e, di fatto, costretti all'esilio dopo la riabilitazione del culto di Amon a Tebe. Queste persone sarebbero state spostate nella Cananea dall'anziano faraone Ay (regno: 1323 - 1319 a.C.), successore di Tutankhamon. I due autori sottolineano, inoltre, la presunta relazione tra il nome di Ay (traslitterabile anche come Ai) e uno dei nomi del dio ebraico, Adonai - che sarebbe, secondo i fratelli Sabbah, un'evoluzione linguistica dell'espressione Aton-Ai. Il libro formula altre speculazioni linguistiche e parla di una certa somiglianza tra l'alfabeto egizio e quello ebraico e tra elementi rituali come il kippah, il tefillin e l'arca dell'alleanza.
La tesi sviluppata dai fratelli Sabbah non ha nulla di scientifico, mancando anche di rigore. Elementi archeologici egizi come la Stele di Merenptah non sono praticamente mai menzionati. Inoltre, pretendere di identificare il faraone Seti I con Giosuè, Ramses II con Mosè e Horemheb con Aronne senza portare alcuna prova solida rende l'intera tesi dei fratelli Sabbah assai inverosimile.

#### Ramses II

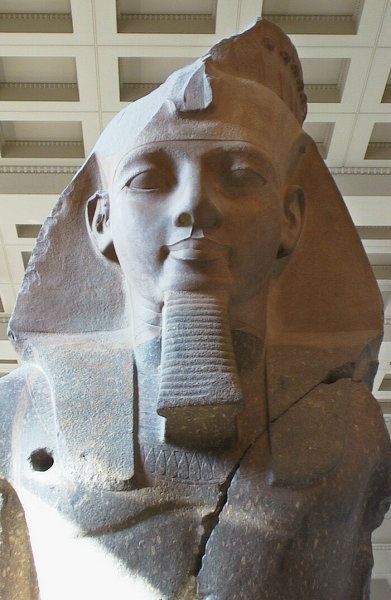
Il colosso di Ramses II soprannominato "Giovane Memnone", al British Museum, fu scoperto nel Ramesseum.

Nel dibattito egittologico, l'idea di collocare l'Esodo in epoca ramesside risale almeno al 1840 e al tedesco Karl Richard Lepsius, pioniere di tale disciplina. Benché Lepsius pensase principalmente al faraone Merenptah (regno: 1213 - 1203 a.C.), il candidato proposto più frequentemente è il padre Ramses II "il Grande" (regno: 1279 - 1213 a.C.). Secondo alcune ricostruzioni della storia dell'Esodo - per esempio, quella proposta nel 1979 dall'esegeta cattolico Henri Cazelles, Mosè sarebbe nato sotto re Horemheb (regno: 1319/1306 - 1292 a.C.), l'ultimo della XVIII dinastia egizia; secondo tale scenario, il "Faraone dell'oppressione" sarebbe stato Seti I e l'Esodo si sarebbe verificato nei primi anni del regno di Ramses II. Con cautela, questa possibilità non è stata esclusa da rinomati egittologi come Claire Lalouette nel 1985, Nicolas Grimal nel 1988 e Christiane Desroches Noblecourt nel 1996. Quest'ultima lo colloca, precisamente, nel 7º anno del suo regno, verso il 1272 a.C., in concomitenza con un periodo d'instabilità nella penisola del Sinai (tra il 2º e il 9º anno di regno). Nel 1991, Joseph Mélèze-Modrzejewski collocò l'inizio degli avvenimenti dell'Esodo nel 9º anno del regno di Ramses, con l'uscita dall'Egitto nel 1270 a.C. Nel 1982, un altro specialista del periodo, lo scozzese Kenneth Kitchen, nel suo saggio Pharaoh Triumphant. The Life and Times of Ramesses II, King of Egypt, lo collocò nel primo trentennio di regno di Ramses II, intorno al 15º anno di regno. Comunque, non esistono prove dirette, documentali o archeologiche che Ramses II abbia dovuto affrontare qualcosa di simile alle dieci piaghe d'Egitto, né che abbia inseguito, o fatto inseguire, in armi degli schiavi ebrei fuggitivi. Pur non dubitando della veridicità dell'Esodo, Kitchen ammette che tale avvenimento
(Kenneth Kitchen)

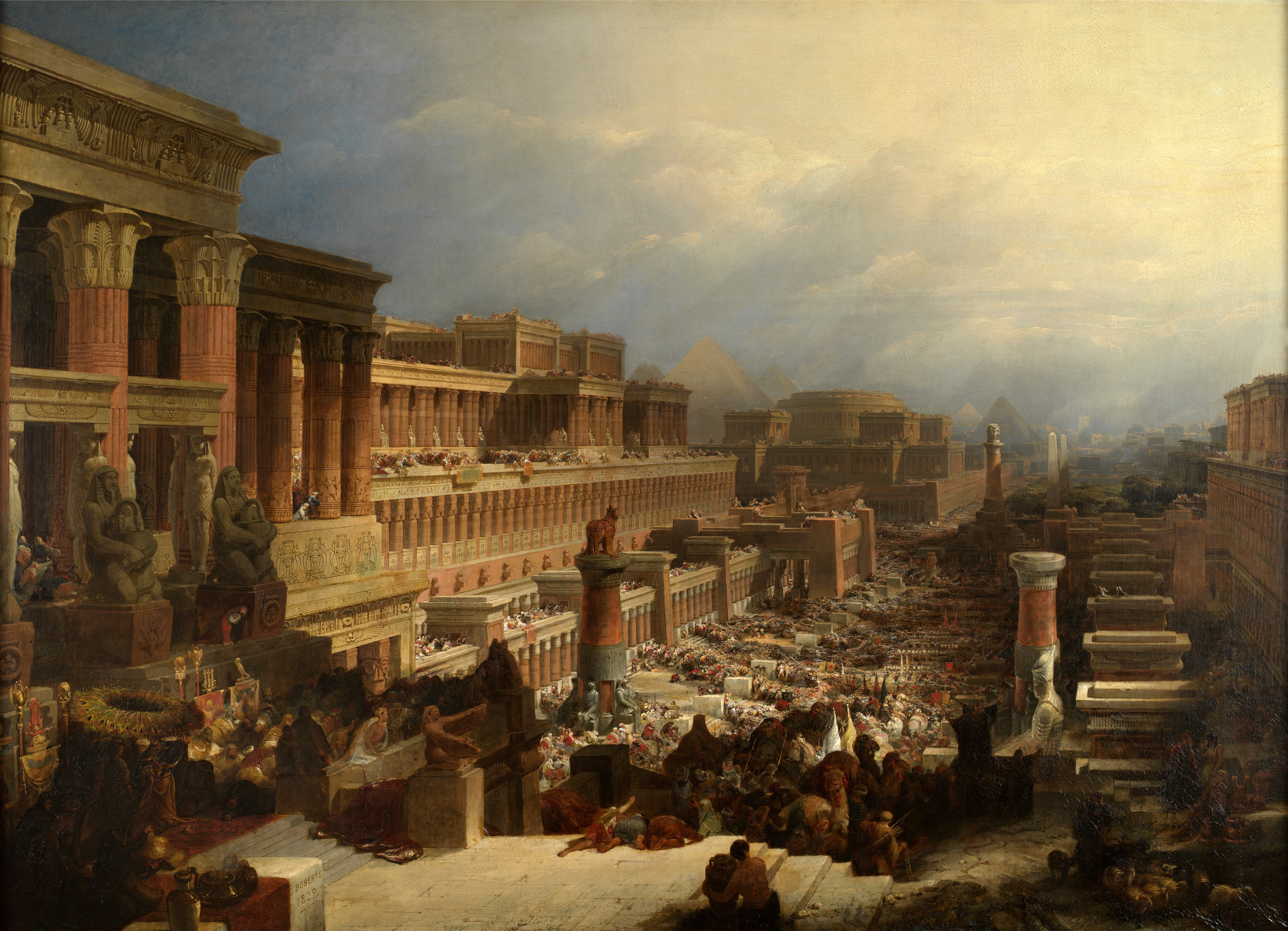
David Roberts, Gli israeliti lasciano l'Egitto (1828), Birmingham Museum and Art Gallery, Birmingham.

Vi sono stati anche tentativi di identificazione con altri personaggi della società egizia dell'epoca. Nel 1998, lo statunitense Peter Feinman suggerì di vedere nel generale egizio Mehi colui che sarebbe diventato Mosè dopo essere stato costretto all'esilio. Negli anni' 70 molti studiosi, fra cui George Mendenhall, associarono l'arrivo degli israeliti in terra di Canaan all'arrivo dei cosiddetti "Habiru" (in egizio: ˁpr.w, traslitterabile 'apiru), evento testimoniato da alcuni documenti del Nuovo Regno (come le Lettere di Amarna) e del periodo del Ramses II, come ad esempio il trattato di pace con gli Hittiti. Testi della metà del regno di Ramses II parlano dei 
Alcuni studiosi ritengono che, più che un'etnia o una tribù, il termine "Habiru" designasse una classe sociale: si sarebbe trattato di un gruppo privo di una lingua comune e di leggi e confinato ai margini della società - composto perlopiù, stando ai testi antichi, di fuorilegge, mercenari e schiavi. Però, gli Habiru scomparvero dalle fonti egizie solamente all'epoca di Ramses IV (1155 - 1149 a.C.): il resoconto di una grande spedizione mineraria allo Uadi Hammamat, nel 1152/1151 a.C., enumera 8368 uomini uomini, fra cui 5000 soldati, 2000 servitori del Tempio di Amon, 800 Habiru e 130 scalpellini e cavapietre sotto il comando personale del "Primo Profeta di Amon" allora in carica, Ramessenakht. In particolare, il collegamento con Ramses II deriva da un passo secondo cui gli israeliti avrebbero costruito, per il re, le città di "Pitom" e "Ramses":
Il nome di quest'ultima sembra infatti avere un'assonanza con quello della città di Pi-Ramses, fondata da Seti I quale residenza estiva e in seguito ampliata dal figlio come capitale del proprio regno. Kitchen ha scritto riguardo agli Habiru:

#### Merenptah

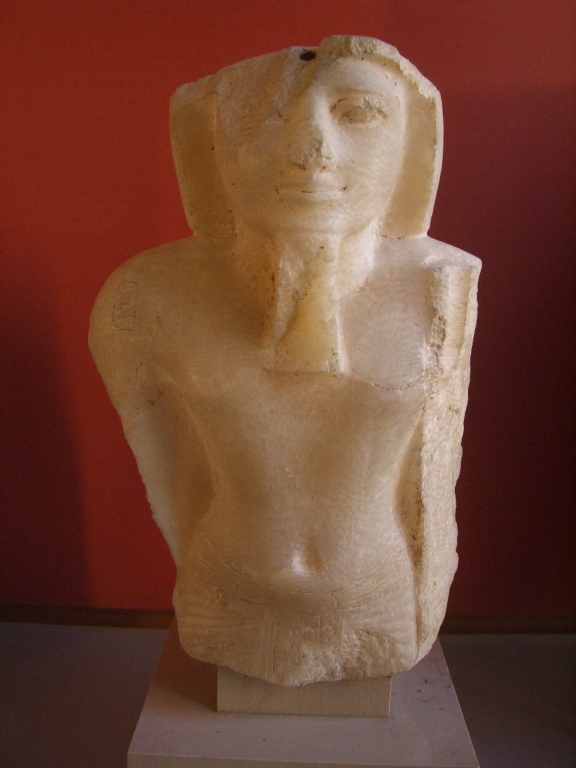
Statuetta frammentaria di Merenptah in alabastro. Museo del Louvre, Parigi.

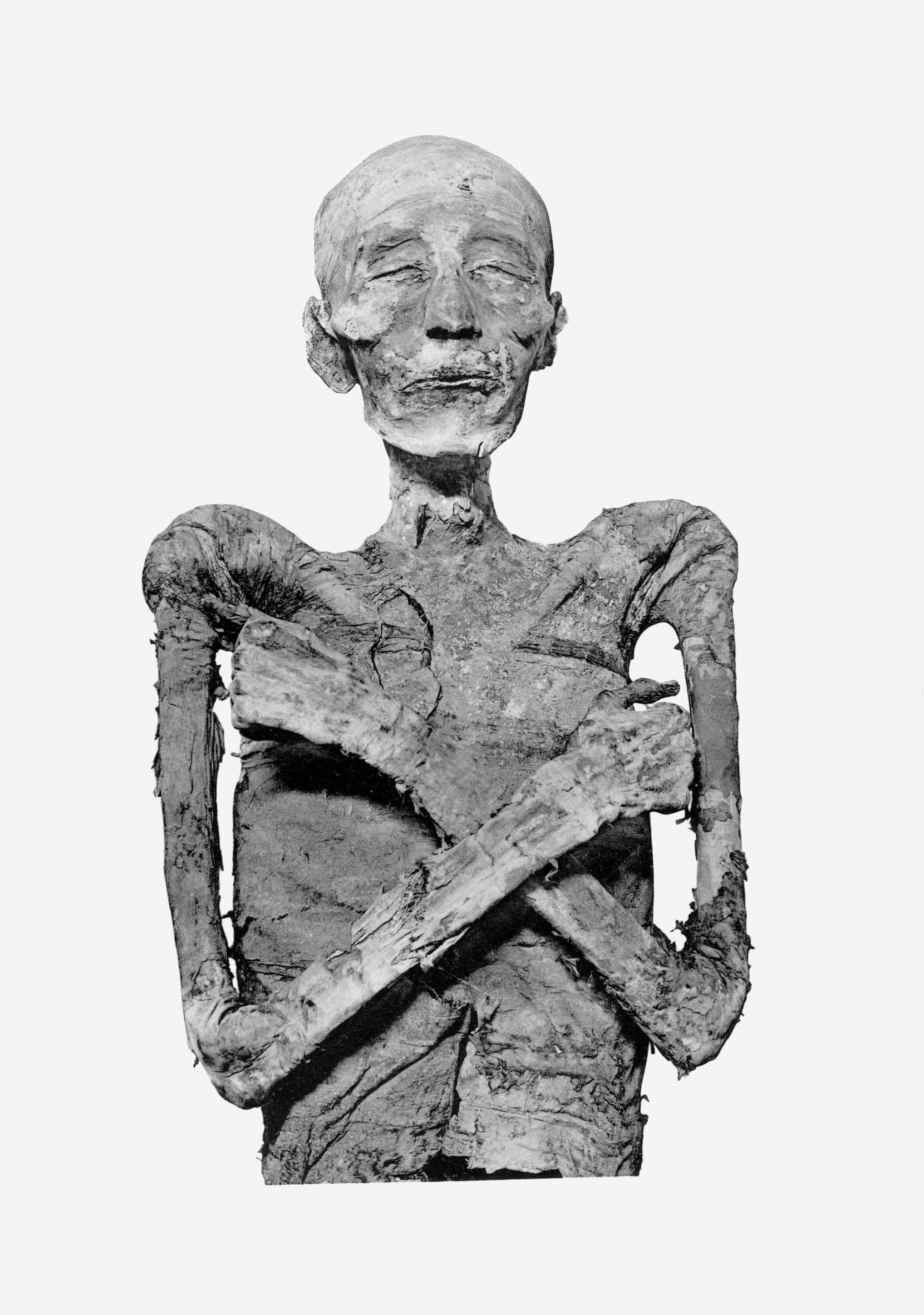
La mummia di re Merenptah fotografata nel 1912. Tracce di sale su di essa fecero credere ai primi osservatori di trovarsi al cospetto del faraone annegato nel Mar Rosso (fatto, comunque, non esplicato dal testo biblico): si tratta in realtà del sale natron del processo di mummificazione.

Come ha dimostrato Frédéric Servajean nel 2014 sulla scorta di Manetone, gli storici antichi identificarono Merenptah, l'anziano successore di Ramses II (e suo tredicesimo figlio), con il Faraone dell'Esodo. Nella "Storia degli impuri" riportata da Flavio Giuseppe (Ægyptiaca, frammento 54), Mosè-Osarseph è contemporaneo di un faraone indicato genericamente come "Amenofi", il quale non potrebbe essere identificato con Amenofi III (regno: 1388 - 1350 a.C. circa), padre di Akhenaton, bensì con Merenptah: di fatto, nelle liste reali questo "Amenofi" risulta figlio di un faraone "Ramses-Meriamon", il quale non sarebbe altrimenti identificabile che con Ramses II (a cui sono attribuiti, inoltre, 66 anni di regno dai frammenti 50-55). Questa nozione era già nota agli storici e ai biblisti del XIX secolo. Dopo la scoperta della mummia di Merenptah nel 1898 all'interno della necropoli tebana, nel 1900 Gaston Maspero annotò:
(Gaston Maspero)
La scoperta della salma di re Merenptah non mancò di causare malumori fra i credenti e nel clero: il faraone così imbalsamato e inumato non sarebbe potuto essere quello annegato alle spalle di Mosè. Una delegazione si recò al Cairo per chiedere spiegazioni a Maspero, il quale ebbe modo di accontentare l'opinione pubblica menzionando uno strato incrostato di sale sulla epidermide del sovrano, trascurando di specificare che si trattava di residui del sale natron comunemente utilizzato durante il processo di imbalsamazione. Mentre Ramses II appare come un candidato soddisfacente per il ruolo di "Faraone dell'oppressione", per la sua grande attività edilizia (specialmente a Pi-Ramses), l'identificazione di suo figlio Merenptah quale "Faraone dell'Esodo" presenta delle difficoltà. L'Esodo si sarebbe dovuto necessariamente verificare molto presto nel regno di Merenptah: già nel 5º anno del suo governo menzionò, sulla Stele di Israele, la presenza degli Israeliti in Cananea. Inoltre, l'esistenza stessa delle Stele esclude automaticamente l'annegamento di Merenptah nel Mar Rosso. Tale difficoltà non impedì all'olandese Paul Heinish, nel 1934, di collocare l'Esodo nel 2º anno di regno di Merenptah: idea ripresa dal saggista tedesco Philipp Vandenberg nel 1977 in una sua biografia di Ramses II. Anche Isaac Asimov, nella sua Guide to the Bible, propose l'immediato successore di Ramses II come avversario di Mosè.

#### Altri: Dedumose II, Pepi I e Sethnakht
Nel suo saggio A Test of Time: The Bible - from Myth to History del 1995, l'egittologo David Rohl attuò una massiccia revisione della tradizionale cronologia egizia, accorciando il Terzo periodo intermedio di quasi 300 anni. Di conseguenza, la sincronia con i fatti narrati nella Bibbia mutò radicalmente, facendo risultare, come faraone dell'Esodo, il sovrano della XIII dinastia Dedumose II, morto intorno al 1690 a.C.. Tale scenario non ha trovato il consenso degli altri studiosi ed è stata duramente criticata dall'egittologo Kenneth Kitchen, che l'ha definita "una sciocchezza al 100%".
Nel suo libro Esodo: tra mito e storia del 2016, l'archeologo Emmanuel Anati ha identificato il faraone dell'Esodo con Pepi I, sovrano della VI dinastia, ritenendo che l'uscita degli ebrei dall'Egitto vada collocata tra il XXIV ed il XXIII secolo a.C. Tale teoria è stata criticata dalla maggioranza degli studiosi (sia massimalisti che minimalisti) in particolar modo dall'egittologo James K. Hoffmeier e dall'archeologo Israel Finkelstein.
Sethnakht (regno: 1189 - 1186 a.C.), l'anziano fondatore della XX dinastia, è stato preso in considerazione quale faraone dell'Esodo da Igor P. Lipovsky nel suo libro Early Israelites: Two Peoples, One History: Rediscovery of the Origins of Biblical Israel.

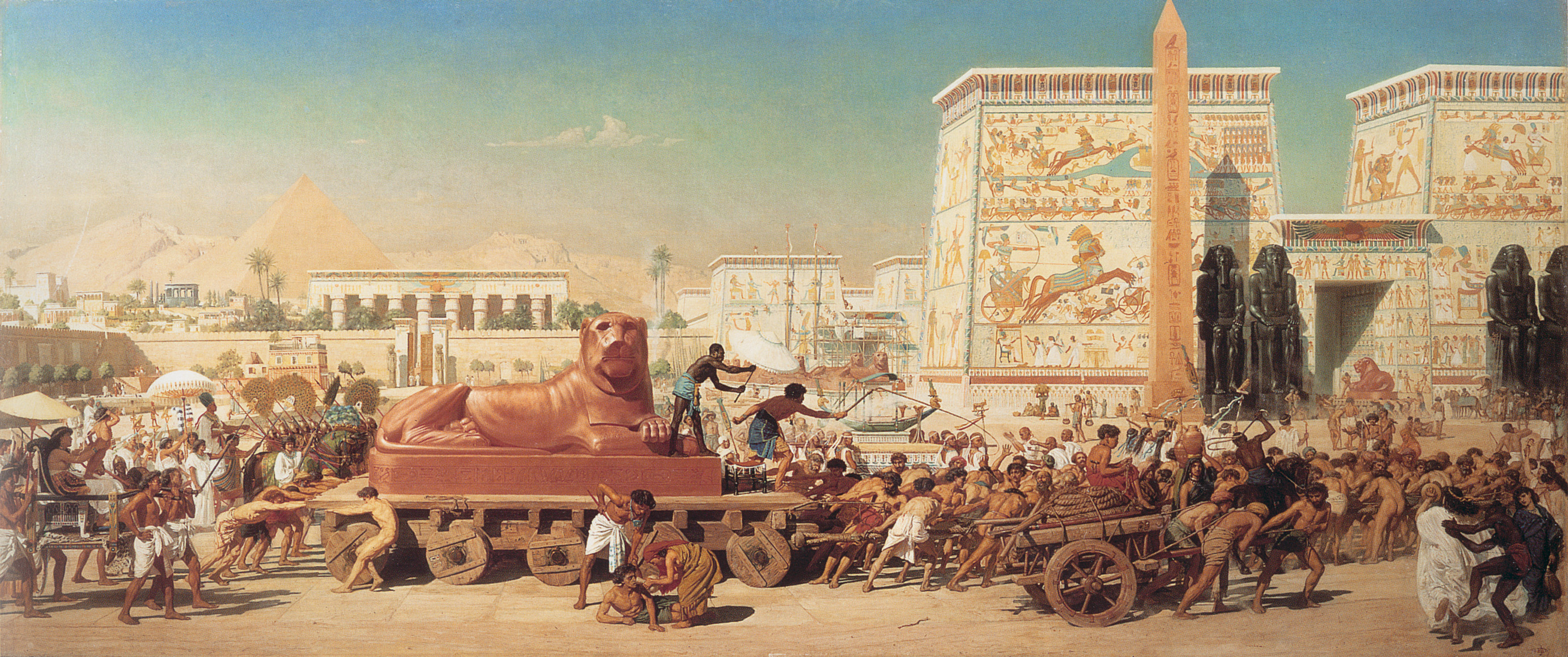
Edward Poynter, Israele in Egitto (1867), collezione privata.